# Djupbäckens naturreservat
Djupbäckens naturreservat är ett naturreservat i Ljusdals kommun i Gävleborgs län.
Området är naturskyddat sedan 1995 och är 5 hektar stort. Reservatet omfattar nedre delen av Djupbäcken och kringliggande naturskog. 